# Лаура Сапата
Лаура Сапата (на испански: Laura Zapata) е мексиканска актриса.

## Биография
Лаура Сапата е дъщеря на Гиермо Сапата Перес де Утрера (бивш спортист и боксьор, Мистър Мексико, модел и импресарио) и Йоланда Миранда Манхе. Лаура е сестра на археолога Федерика Соди, писателката Ернестина Соди, художничката Габриела Соди, актрисата и певица Талия. Леля е на актрисата и певица Камила Соди. Лаура се омъжва за Хуан Едуардо, с когото имат двама сина. Бракът им продължава няколко години.

### Отвличане
Лаура Сапата е отвлечена през септември 2002 г. Тъй като по-малката ѝ сестра Талия е омъжена за американския милионер Томи Мотола, се смята, че похитителите ще поискат голяма сума пари за откупа ѝ. Лаура е освободена след 18 дни, за да договори живота на сестра си Ернестина, която също е отвлечена и държана в плен в продължение на 16 дни.

## Филмография

### Теленовели
- Обичаният (2017) ... Бруна Мендоса
- Котката (2014) ... Лоренса Негрете де Мартинес
- Сакатийо (2010) ... Мириам Солорсано
- Внимавай с ангела (2008/09) ... Онелия Монтенегро вдовица на Мейер
- Мечтите са безплатни (2005) ... Роберта Перес де Лисалде
- Натрапницата (2001) ... Максимилиана Лимантур де Ролдан
- Хубава жена (2001) ... Селия
- Росалинда (1999) ... Вероника Дел Кастильо де Алтамирано
- Узурпаторката (1998) ... Сорайда Сапата
- Есмералда (1997) ... Фатима Линарес вдовица на Пеняреал
- Бедната богата девойка (1995/96) ... Тереса Гарсия Мора де Виягран
- Мария Мерседес (1992/93) ... Малвина дел Олмо
- Дивата Роза (1987/88) ... Дулсина Линарес вдовица на Роблес
- Щастливи години (1984/85) ... Флора
- Младост (1980) ... Modesta
- Мама Кампанита (1978) ... Ирене Родеа
- Придружи ме (1977) ... Карла
- Отмъщението (1977) ... Виолета
- Светът на играчките (1974/77)

### Кино
- Cuatro piernas (2002) ... Соле
- La cosecha de mujeres (1981)
- Nuestro juramento (1980)
- La guerra de los pasteles (1979) ... Асусена
- El patrullero 777 (1978)
- Alas doradas (1976)

### Театър
- Celia, el musical (2016)
- La llamada (2015)
- El efecto de los rayos gamma II (2012)
- No seré feliz pero tengo marido (2010)
- 12 mujeres en pugna (2009)
- Vida por amor (2008)
- Cautivas (2005)
- La casa de Bernarda Alba (2002)
- El efecto de los rayos gamma I (1982)
- Papacito piernas largas I (1977)

## Награди и номинации
Награди TVyNovelas (Мексико)
| Година | Категория                            | Теленовела     | Резултат   |
| ------ | ------------------------------------ | -------------- | ---------- |
| 2011   | Най-добра първа актриса              | Сакатийо       | Номинирана |
| 1993   | Най-добра актриса в отрицателна роля | Мария Мерседес | Печели     |
| 1988   | Най-добра актриса в отрицателна роля | Дивата Роза    | Печели     |

Награди People en Español
| Година | Категория                                    | Теленовела        | Резултат   |
| ------ | -------------------------------------------- | ----------------- | ---------- |
| 2009   | Най-добрър актьор/актриса в отрицателна роля | Внимавай с ангела | Номинирана |

Награди Agrupación de Periodistas Teatrales
| Година | Категория                                   | Постановка          | Резултат |
| ------ | ------------------------------------------- | ------------------- | -------- |
| 2010   | Награда „Силвия Пинал“ за най-добра актриса | 12 Mujeres en Pugna | Печели   |

Награди Asociación de Cronistas y Periodistas Teatrales
| Година | Категория                   | Постановка                       | Резултат |
| ------ | --------------------------- | -------------------------------- | -------- |
| 2010   | Най-добра актриса в монолог | No seré feliz, pero tengo marido | Печели   |
| 2012   | Най-добра театрална актриса | El efecto de los rayos gamma     | Печели   |